# Ministère des Habous et des Affaires islamiques
 (octobre 2021).
Le ministère des Habous et des Affaires islamiques est un ministère du gouvernement marocain qui gère les tâches de gestion des affaires islamiques.
Après la déclaration d'indépendance du Maroc, l'institution des Habous est passée du nazarat des mandants et de la baniqa al-habas, comme on l'appelait à l'époque coloniale, au rang de ministère au sein de la première structure moderne du gouvernement spécialisé dans la gestion des affaires publiques.  
Ce ministère a été connu sous le nom de « ministère de Habous » du 27 janvier 1955 au 27 octobre 1963, c'est-à-dire à l'époque où Mohamed Mokhtar Soussi a repris ses affaires, suivie d'une période de vacance au cours de laquelle aucun ministre n'a été nommé, bien que l'institution ait continué d'exister, et cette période s'est prolongée jusqu'en 1963 lorsque le ministère des Affaires islamiques y a été ajouté et est devenu le ministère des Habous et des Affaires islamiques.

## Organigramme
Le Ministère des Habous et des Affaires islamiques comprend, en plus du Cabinet du ministre, le Secrétariat général et l'Inspection générale, 7 directions, 30 divisions et 109 services.

## Les institutions et instituts liés au Ministère des Habous et des Affaires islamiques
- Conseil supérieur des oulémas
- Conseil marocain des oulémas pour l'Europe
- Fondation Mohammed VI des oulémas africains
- Rabita Al Mohamadia
- Fondation Mohammed VI pour l'Édition du Saint Coran
- Fondation Mohammed VI pour la Promotion des œuvres sociales des Préposés religieux
- Conseil supérieur du Contrôle des finances Habous
- Université Al Quaraouyine
  - Dar El Hadith El Hassania
  - Institut Mohammed VI des Lectures et Études coraniques
  - Institut Mohammed VI pour la Formation des Imams Morchidines et des Morchidates
  - Institut royal pour la Recherche sur l'Histoire du Maroc
  - Jamaâ Al Quaraouyine
  - École des sciences islamiques
  - Institut de la pensée et de la civilisation musulmane

## Liste des ministres des Habous
| Ministre                   | de               | à                |
| -------------------------- | ---------------- | ---------------- |
| Mohamed Mokhtar Soussi     | 7 décembre 1955  | 25 octobre 1956  |
| Allal El Fassi             | 2 juin 1961      | 5 janvier 1963   |
| Ahmed Bargache             | 5 juin 1963      | 20 novembre 1972 |
| Mohamed El-Mekki Naciri    | 20 novembre 1972 | 10 octobre 1977  |
| Ahmed Ramzi                | 10 octobre 1977  | 5 novembre 1981  |
| El Hachemi El Filali       | 5 novembre 1981  | 11 avril 1985    |
| Abdelkebir M'Daghri Alaoui | 11 avril 1985    | 7 novembre 2002  |
| Ahmed Toufiq               | 7 novembre 2002  |                  |

## Budget
Le budget du ministère des Habous et des Affaires islamiques est passé de 5,77 Milliards de Dirhams en 2020 à 5,90 Milliards de Dirhams en 2021  répartit comme suit:
| Libellé                                                                                        | Montant       |
| ---------------------------------------------------------------------------------------------- | ------------- |
| Personnel                                                                                      | 871 983 000   |
| Matériel et dépenses diverses                                                                  | 3 050 653 000 |
| Crédits de paiement pour l'année budgétaire 2021                                               | 1 057 239 000 |
| Crédits d'engagement pour 2022 et suivants                                                     | 900 000 000   |
| Dépenses d'exploitation des segma rattachés au ministère des habous et des affaires islamiques | 20 500 000    |
| Total                                                                                          | 5 900 375 000 |

Le graphique qui aurait dû être présenté ici ne peut pas être affiché car il utilise l'ancienne extension Graph, désactivée pour des questions de sécurité. Des indications pour créer un nouveau graphique avec la nouvelle extension Chart sont disponibles ici.

## Les références
1. ↑  « Projet de loi de finances 2020 »
2. ↑  « Loi de finances pour l’année 2021 »